# Лухур Батукару
Лухур Батукару — индуистский храм в Табанане, Бали, Индонезия. Расположенный на южном склоне горы Батукару, второго по величине вулкана Бали, храм является одним из девяти храмов kayangan jagat, предназначенных для защиты Бали от злых духов. Первоначально построенный в 11 веке, Лухур Батукару был посвящен предкам раджаса Табанана. Он был разрушен в 1604 году, но восстановлен в 1959 году. Самая важная святыня храма — это 7-уровневое меру, посвященное Махадеве, Богу горы Батукару.
Сегодня Лухур Батукару остается одним из высших священных мест на Бали. Многие территории комплекса по-прежнему закрыты для туристов на различных церемониях и мероприятиях в течение года. Храм является также первой остановкой на пути к вершине горы Батукару. Паломничество на гору проходит один раз в год, в нём участвуют тысячи верующих.

## Фото

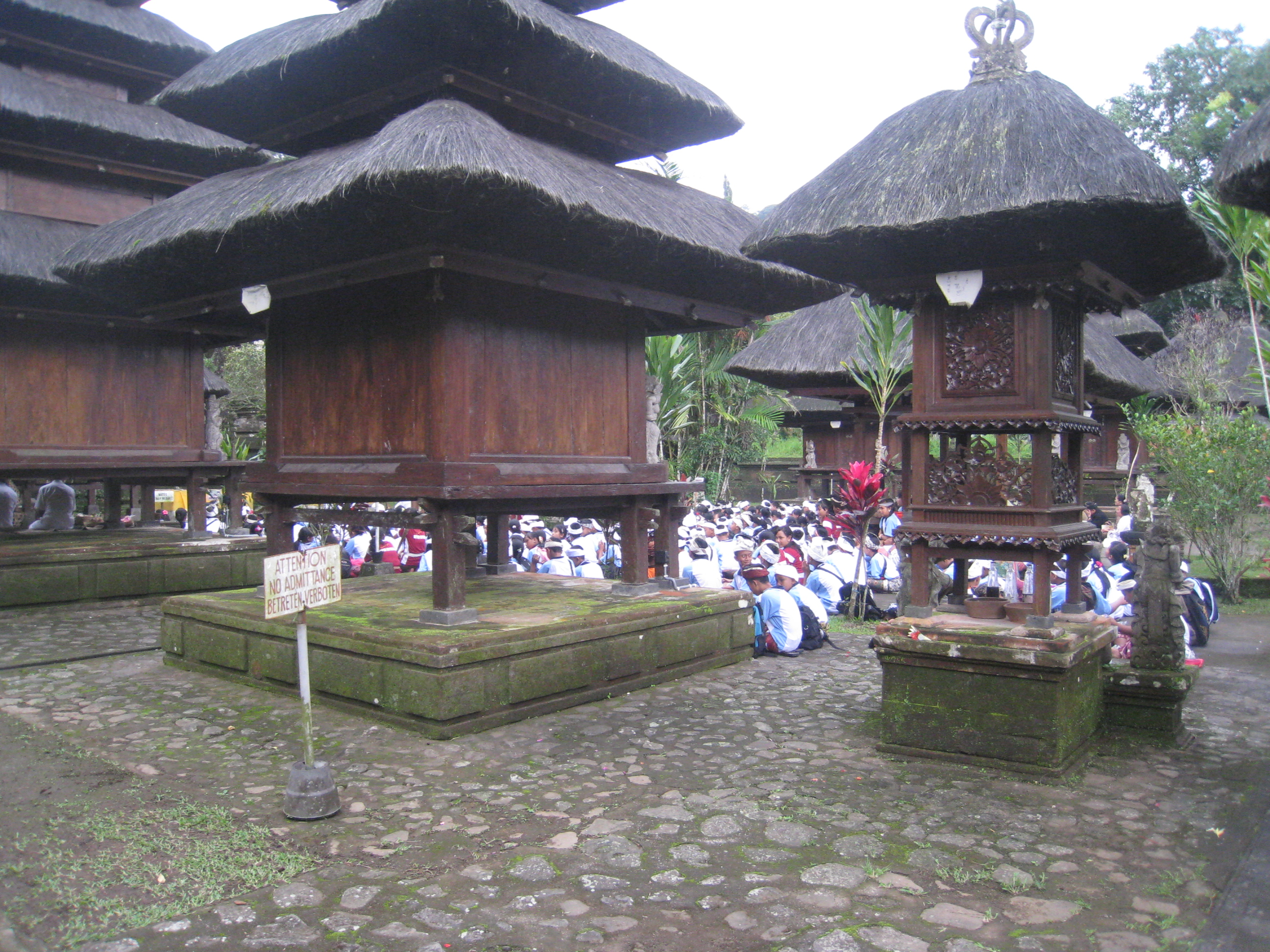

## Внешние ссылки
- Pura Luhur Batukaru on Global Heritage Network
- Site description on whyGo Bali (tourism blog)